# Mudvayne
«Mudvayne» (Мадвэ́йн) — американская ню-метал-группа из Пеория (штат Иллинойс), образовавшаяся в 1996 году. Музыкальный коллектив известен своим нестандартным подходом к структуре песен и особым визуальным стилем. За время своего существования группа продала более 4,5 миллионов копий альбомов по всему миру. Комбинируя разнообразные направления в рок-музыке с необычным внешним видом, группа смогла получить признание и стать одной из самых известных групп NWOAHM.
Группа состоит из Чеда Грея (вокал), Грега Триббетта (гитара, вокал), Райана Мартини (бас-гитара) и Мэтью Макдоноу (барабаны). Состав группы практически не менялся, лишь в 1998 году от них ушёл басист Шон Барклай, которого заменил Мартини. Сформированные в 1996 году, Mudvayne стали популярными в конце 1990-х годов на иллинойсской андеграундной сцене. Группа выпустила EP Kill, I Oughtta, в 1997 году и успешный дебютный альбом L.D. 50 в 2000 году. Успех и популярность были закреплены в последующих альбомах The End of All Things to Come, Lost and Found и The New Game.
С 2010 по 2021 группа являлась неактивной, так как её участники задействованы в других музыкальных проектах. В частности Чед Грей является вокалистом супергруппы грув-метал Hellyeah. Он также основал независимый метал лейбл Bullygoat Records.

## Музыкальная карьера

### Ранний период (1996—1997)
Mudvayne, образованные в 1996 году в городе Пеория, штат Иллинойс, первоначально состояли из басиста Шона Барклая, гитариста Грега Триббетта и барабанщика Мэтью Макдоноу. Формирование оригинального состава группы завершилось тогда, когда Чад Грей, который зарабатывал 40 000 $ в год на заводе, решил бросить свою дневную работу, чтобы стать вокалистом группы. В 1997 году Mudvayne профинансировали свой дебют EP — Kill, I Oughtta.
Во время записи Барклай был заменен Райаном Мартини, бывшим басистом прогрессивной рок-группы Broken Altar. После самостоятельной записи Kill, I Oughtta, участники придумали себе сценические имена и визуальный стиль.

### L.D. 50 (1998—2000)
В апреле 1998 местный промоутер Стив Зедерстром представил новоиспечённых Mudvayne своему менеджеру Чаку Толеру, который помог получить контракт с Epic Records и записать дебютный студийный альбом L.D. 50. Для альбома Mudvayne экспериментировали с рваным и нестройным звуком; звуковым коллажей, который был подготовлен для альбома и был использован в качестве серии вступлений. L.D. 50 был записан Гартом Ричардсоном в сотрудничестве с исполнительным продюсером Slipknot Шоном Крэханом.
L.D. 50 достиг позиции № 1 на чарте Billboard Top Heatseekers и № 85 в Billboard 200. Синглы «Dig» и «Death Blooms» достигли максимальной позиции за № 33 и № 32 в чарте Mainstream Rock Tracks. Несмотря на то, что альбом получил высокие оценки, некоторые критики не восприняли группу всерьёз. Тем не менее альбом был успешен в продажах и через некоторое время превысил отметку в полмиллиона проданных копий, а заглавный сингл «Dig» получил золотую сертификацию в США и даже победил на MTV2 Award в 2001 году.

### The End of All Things to Come (2001—2003)
В 2002 году Mudvayne выпускают The End of All Things to Come, позиционируя его как «тёмный альбом» из-за его мотивов и песен, написанных в изоляции. Альбом отличается по звучанию от L.D. 50 более широким диапазоном рифов, ритмов и вокала. Из-за этого эксперимента Entertainment Weekly назвал этот альбом более «удобным», чем его предшественник. Всё это способствовало тому, что альбом стал одним из самых ожидаемых метал релизов 2002 года.
Выход второй пластинки успешно состоялся 19 ноября 2002 года — альбом занял позицию № 17 Billboard 200 и продемонстрировал сильные продажи, которые помогли ему продаться тиражом в 500 000 копий и получить золотой статус. Выпущенные синглы «Not Falling» и «World So Cold» достигли в чарте Hot Mainstream Rock Tracks позиций № 11 и № 16 соответственно и продемонстрировали изменения во внешнем виде участников по сравнению с L.D. 50.

### Lost and Found (2004—2006)
В 2004 году группа начала работу над своим третьим альбомом с Дейвом Фортманом. Mudvayne ударились в написание песен: они переехали в дом, записывая текст альбом за четыре месяца до начала записи. 5 января 2005 вышел первый сингл с будущего альбома — «Determined». Песня, исполненная на пересечении стилей нью-метала, хардкор-панка и треш-метала считается одной из самых сильных композиций группы. Она также была представлена в качестве саундтрека в игре Need for Speed: Underground 2 и даже номинировалась на премию Грэмми в категории «лучшее метал исполнение». 12 апреля 2005 года был выпущен альбом Lost and Found. Второй сингл с альбома, «Happy?» продемонстрировал сложную игру гитары и новые образы участников. В сентябре группа встретилась с режиссёром Дарреном Линном Боусманом, чей фильм Пила II был на стадии производства и обещал включать в себя сингл группы «Forget to Remember». Сам Чад мельком появился в фильме, а музыкальное видео для «Forget to Remember» содержало нарезки и интерьер из фильма Пила II. Альбом был распродан тиражом в 500 000 копий на территории США и получил золотой статус. Кроме того, его совокупные продажи достигли отметки в миллион проданных копий, что сделало самым популярным альбомом группы.

### By the People, for the People и The New Game (2007—2008)
После тура в поддержку Lost and Found в ноябре 2007 года группа выпускает свой сборник хитов By the People, for the People. По отношению к трек-листу сборника фанатами группы была проделана работа по упорядочиванию песен в соответствии с их видом исполнения (демоверсия, акустическая, живое выступление и т.д). Сборник включает в себя все известные хиты Mudvayne со всех предыдущих альбомов, а также акустическую версию песни «Forget to Remember» и кавер на песню «King of Pain». Помимо этого в сборнике присутствует один новый трек — «Dull Boy». Сборник дебютировал в Billboard 200 под № 51 с продажами 22 000 копии в первую неделю, а песня «Dull Boy» достигла позиции № 17 в чарте Hot Mainstream Rock Tracks.
В то же время работа над следующим альбомом The New Game была приостановлена, так как Чад гастролировал со своей второй группой Hellyeah .
К моменту окончания тура Mudvayne вновь воссоединились и совместно с уже знакомым им продюсером Дейвом Фортманом завершили запись четвёртого полноформатного альбома. Продюсер и сама группа ещё во время записи заявляли, что звучание их нового творения будет отличаться от предыдущей работы: более «тёплое и приземлённое» с использованием различных элементов рок-н-ролла. 23 сентября 2008 года вышел первый сингл «Do What You Do», ставший для группы одним из самых успешных в чартах — он достиг позиции № 2 в U.S. Billboard Hot Mainstream Rock Tracks, позиции № 13 в Billboard Hot Modern Rock Tracks, а также строчки № 21 в Billboard Rock Songs. Релиз альбома The New Game состоялся 18 ноября того же года с позиции № 15 Billboard 200 и продажами в 48,000 копий за первую неделю. В поддержку альбома так же было выпущено ещё два сингла: «A New Game» и «Scarlet Letters», а его совокупные продажи составили около 215,000 копий в США по состоянию на август 2009 года .

### Одноименный альбом, перерыв, и дальнейшие события (2009—2010)
21 декабря 2009 года выходит одноименный альбом, заняв 54 строчку в чарте Billboard 200. Он был записан летом 2008 года, параллельно с The New Game. Главной особенностью альбома было то, что оформление выполнено из специальных красок, которые видно только при свете ультрафиолетовой лампы (без такого освещения альбом полностью белый). Тура в поддержку альбома не было, причиной послужила низкие продажи — в первую неделю было продано примерно 34,000 тысячи копий, но уже на следующей всего 14,000 тысяч. Помимо этого, релиз получил в основном средние и положительные отзывы.
С 2010 года группа стала неактивной по причине того, что у Чеда Грея и Грега Триббетта намечается выпуск нового альбома Hellyeah и туры. Было заявлено, что с таким статусом Mudvayne останется примерно до 2014 года. В 2012 Райан Мартини заменял Филди на концертах Korn, из-за того, что он оставался во время беременности жены. В 2014 Hellyeah покинул Грег Триббетт, который позже основал группу Audiotopsy вместе с Мэтью Макдоноу.

### Воссоединение (2021—н.в.)
19 апреля 2021 года Mudvayne объявили, что они воссоединились. Группа готовится отыграть первые концерты за 12 лет осенью того же года. Также музыканты не исключают появление нового материала.

## Музыкальный стиль и влияния
Mudvayne известны своеобразным и запутанным музыкальным стилем.
По словам Мэтью Макдоноу музыка группы содержит «числовой символизм», при котором риффы соответствуют лирическим темам.
Mudvayne вобрали в свой стиль элементы дэт-метала, джаз-фьюжна и прогрессивного рока. В дополнение к этим стилям L.D. 50 содержит этническую музыку и спид-метал. В своем творчестве Mudvayne вдохновлялись музыкой Obituary, Emperor, Tool, Pantera, Mötley Crüe, Alice in Chains, Pearl Jam, King Crimson, Porcupine Tree и Metallica, однако музыканты также добавляли, что при этом они не зависят ни от одной метал-группы. «Mudvayne» нашли своё вдохновение и в научно-фантастическом фильме Стэнли Кубрика «Космическая одиссея 2001 года» во время записи L.D. 50.
Группа также описывает свой стиль как «мат-рок» и «мат-метал». Мэтт МакДонах в 2009 году сказал: «Если честно, то я не знаю что такое 'мат-метал'. Как-то раз в начале нашей карьеры я пошутил, что при написании музыки мы использовали Абак. Видимо, я должен быть более осторожен со своими словами в интервью. Я правда не думаю что Mudvayne в чём-то являются новаторами».
Музыкальные критики определяют стиль группы как альтернативный метал, экспериментальный метал, экстремальный метал, хард-рок, хеви-метал, индастриал-метал, мат-метал, металкор, неопрогрессивный рок, ню-метал, грув-метал прогрессивный рок, прогрессивный метал и шок-рок.

## Состав

### Текущий состав
- Чэд Грэй (Chad «Kud» Gray) — лид-вокал (1996  — 2010, 2021 —)
- Грег Триббетт (Greg «Gurrg» Tribbett) — гитара, бэк-вокал (1996 — 2010, 2021 —), лид-вокал (1996)
- Райан Мартини (Ryan «RyKnow» Martinie) — бас (1998 — 2010, 2021 —)
- Мэтью Макдоноу[англ.] (Matthew «sPaG» McDonough) — ударные, клавишные (1996 — 2010, 2021 —)

### Бывшие участники
- Шон Барклай (Shawn Barclay) — бас (1996—1998)

### Концертные участники
- Маркус Рафферти – гитара, бэк вокал (2021–)

## Дискография
Студийные альбомы
- 2000 — L.D. 50
- 2002 — The End of All Things to Come
- 2005 — Lost and Found
- 2008 — The New Game
- 2009 — Mudvayne

## Синглы
| Год  | Название                  | Позиция в чартах | Позиция в чартах | Позиция в чартах   | Альбом                        |
| Год  | Название                  | US Hot 100       | US Modern Rock   | US Mainstream Rock | Альбом                        |
| ---- | ------------------------- | ---------------- | ---------------- | ------------------ | ----------------------------- |
| 2000 | «Dig»                     | -                | -                | #33                | L.D. 50                       |
| 2000 | «Death Blooms»            | -                | -                | #32                | L.D. 50                       |
| 2002 | «Not Falling»             | -                | #28              | #11                | The End of All Things to Come |
| 2002 | «(Per)Version of a Truth» | -                | -                | -                  | The End of All Things to Come |
| 2003 | «World So Cold»           | -                | -                | #16                | The End of All Things to Come |
| 2005 | «Determined»              | -                | -                | -                  | Lost and Found                |
| 2005 | «Happy?»                  | #89              | #8               | #1 (1 week)        | Lost and Found                |
| 2005 | «Forget to Remember»      | -                | #23              | #8                 | Lost and Found                |
| 2006 | «Fall Into Sleep»         | -                | -                | #4                 | Lost and Found                |
| 2008 | «Do What You Do»          | #121             | #18              | #6                 | The New Game                  |
| 2008 | «Scarlet Letters»         | #7               | -                | -                  | The New Game                  |
| 2009 | «Scream with Me»          | -                | -                | -                  | Mudvayne                      |

## Видео
- Dig (2000)
- Death Blooms (2000)
- Nothing To Gein (2000) (Unreleased)
- Not Falling (Version A — Alien) (2002)
- Not Falling (Version B — Ice) (2002)
- World So Cold (2003)
- Determined (2005)
- Determined (Studio) (2005)
- Happy? (2005)
- Happy? (Rough Video) (2005)
- Forget To Remember (2005)
- Fall Into Sleep (2006)
- IMN (Studio) (2006)
- Dull Boy (2007)
- Do What You Do (2008)
- A New Game (2009)
- Scream With Me (2009)
- Heard It All Before(2009)
- Beautiful And Strange (2010)